# Kronprinzenpokal 1912/13
Der Kronprinzenpokal 1912/13 war die fünfte Auflage des Fußball-Pokalwettbewerbs, in dem die Auswahlmannschaften der Regionalverbände des Deutschen Fußball-Bundes gegeneinander antraten. Sieger wurde zum ersten Mal die Auswahl Westdeutschlands, die das Finale gegen Brandenburg gewann.

## Teilnehmende Verbände
| Nordostdeutschland | Baltischer Rasen- und Wintersport-Verband  |
| Südostdeutschland  | Südostdeutscher Fußball-Verband            |
| Brandenburg        | Verband Brandenburgischer Ballspielvereine |
| Mitteldeutschland  | Verband Mitteldeutscher Ballspiel-Vereine  |
| Norddeutschland    | Norddeutscher Fußball-Verband              |
| Westdeutschland    | Westdeutscher Spiel-Verband                |
| Süddeutschland     | Verband Süddeutscher Fußball-Vereine       |

## Viertelfinale
| Datum            |                    | Ergebnis  | !Stadion                                             |
| ---------------- | ------------------ | --------- | ---------------------------------------------------- |
| 13. Oktober 1912 | Nordostdeutschland | 2:7 (1:4) | Norddeutschland \|Stettin, Platz an der Vulkanstraße |
| 13. Oktober 1912 | Südostdeutschland  | 0:5 (0:3) | Brandenburg \|Breslau, Platz des SC Schlesien        |
| 13. Oktober 1912 | Süddeutschland     | 3:1 (1:1) | Mitteldeutschland \|Fürth, Ronhof                    |

Freilos: Westdeutschland

## Halbfinale
| Datum             |                 | Ergebnis  | !Stadion                                 |
| ----------------- | --------------- | --------- | ---------------------------------------- |
| 10. November 1912 | Westdeutschland | 2:1 (1:0) | Süddeutschland \|Duisburg, Preußen-Platz |
| 10. November 1912 | Brandenburg     | 5:1 (0:0) | Norddeutschland \|Berlin, Hertha-Platz   |

## Finale
| Paarung         | Brandenburg – Westdeutschland |
| Ergebnis        | 3:5 (2:1) |
| Datum           | 8. Juni 1913 |
| Stadion         | Deutsches Stadion, Berlin |
| Zuschauer       | 10.000 |
| Schiedsrichter  | Puls (Hamburg) |
| Tore            | 1:0 Theiß (25.), 1:1 H. Fischer (35.), 2:1 Korth (36.), 2:2 H. Fischer (57.), 3:2 Fuchs (64.), 3:3 Steinhauer (70.), 3:4 H. Fischer (71.), 3:5 Pohl (76.) |
| Brandenburg     | Albert Weber (BFC Vorwärts 1890) – Paul Wiesener (Berliner BC 1903), Helmut Röpnack (BTuFC Viktoria 1889) – Alfred Ladwig (BTuFC Viktoria 1889), Simon Leiserowitsch (BTC Borussia), Otto Völker (BFC Preussen) – Erich Korth (BFC Hertha 1892), Paul Theiß (BTuFC Viktoria 1889), Willi Worpitzky (BTuFC Viktoria 1889), Robert Fuchs (BTuFC Viktoria 1889), Willi Noack (Berliner BC 1903)                                          |
| Westdeutschland | Hans Wimmer (Alemannia Aachen) – Fritz Jansen (München-Gladbacher FC 94), Josef Francken (Bonner FV) – Josef Schwagmeyer (Düsseldorfer FC 1899), Heinz Ludewig (Duisburger SpV), Josef Schümmelfelder (Bonner FV) – Sebastian Quatram (Duisburger SpV), Hermann Pohl (Borussia 1900 M.gladbach), Heinrich Fischer (Duisburger SpV), Hermann Steinhauer (Duisburger SpV), Walter Fischer (Duisburger SpV) Cheftrainer: William Townley |

Das Spiel fand im Rahmen der Eröffnungsfeierlichkeiten des Deutschen Stadions statt. Die Westdeutschen – mit fünf Spielern vom Vizemeister Duisburger SpV – überraschten mit ihrer Spielstärke. Der Schiedsrichter war überfordert.

## Die Siegermannschaft
| W. Fischer, Steinhauer, Quatram, Schümmelfelder, Schwagmeyer, Ludewig, Francken, Jansen, Hennes |

Nachfolgend ist die Siegermannschaft mit Einsätzen und Toren der Spieler angegeben.
| Westdeutschland | |
|                 | - Tor: Hans Wimmer (Alemannia Aachen) (2/-) - Abwehr: Josef Francken (Bonner FV) (2/-), Fritz Jansen (München-Gladbacher FC 94) (2/-) - Mittelfeld: Albert Bollmann (Essener TB) (1/-), Heinz Ludewig (Duisburger SpV) (2/-), Josef Schümmelfelder (Bonner FV) (1/-), Josef Schwagmeyer (Düsseldorfer FC 1899) (2/1) - Sturm: Heinrich Fischer (Duisburger SpV) (2/4), Walter Fischer Duisburger SpV) (2/-), Hermann Pohl (Borussia 1900 M.gladbach) (2/1), Sebastian Quatram (Duisburger SpV) (1/-), Hermann Steinhauer (Duisburger SpV) (2/2), Weber (Kölner BC) (1/-) - Trainer: William Townley |

## Erfolgreichster Torschütze
| Spieler     | Verein           | Tore |
| ----------- | ---------------- | ---- |
| Adolf Jäger | Altonaer FC 1893 | 5    |